# Apicaal (fonetiek)
Een apicaal is een foon (spraakgeluid) geproduceerd door de luchtstroom in de mond te belemmeren met het puntje van de tong. Apicaal is de tegenhanger van laminaal, waarbij het midden van de tong wordt gebruikt.
De vergelijking tussen apicaal en laminaal is vrij zeldzaam, en slaat vrijwel alleen op fricatieven en affricaten. 